# فارگو (فصل ۴)
فصل چهارم فارگو، مجموعه تلویزیونی کمدی سیاه و درام آنتولوژی آمریکایی که توسط نوآ هاولی ساخته شده است، در ۲۷ سپتامبر ۲۰۲۰ در شبکه اف‌ایکس پخش شد و در ۲۹ نوامبر ۲۰۲۰ به پایان رسید. این مجموعه شامل ۱۱ قسمت بود.
به عنوان یک گلچین، هر فصل فارگو روایت مستقل خود را دارد که از مجموعه‌ای متفاوت از شخصیت‌ها در محیط‌ها و دوره‌های مختلف پیروی می‌کند، البته در یک جهان مشترک متصل که حول مینه‌سوتا متمرکز است. بخش وسیع‌تر غرب میانه ایالات متحده به‌طور برجسته‌ای به چشم می‌خورد و تا حدی ارتباط با شهر معروف فارگو، داکوتای شمالی از طریق این مجموعه انجام می‌شود. این فصل ابتدا قرار بود در ۱۹ آوریل ۲۰۲۰ پخش شود، اما به دلیل همه گیر کرونا به تعویق افتاد.

## قسمت‌ها
| شم. کلی | شم. در فصل | عنوان                              | کارگردان          | نویسنده                                                         | تاریخ انتشار اصلی | کد تولید | U.S. تعداد بیننده (میلیون) |
| ------- | ---------- | ---------------------------------- | ----------------- | --------------------------------------------------------------- | ----------------- | -------- | -------------------------- |
| ۳۱      | ۱          | «Welcome to the Alternate Economy» | Noah Hawley       | Noah Hawley                                                     | ۲۷ سپتامبر ۲۰۲۰   | XFO04001 | 1.22                       |
| ۳۲      | ۲          | «The Land of Taking and Killing»   | Noah Hawley       | Noah Hawley                                                     | ۲۷ سپتامبر ۲۰۲۰   | XFO04002 | 0.79                       |
| ۳۳      | ۳          | «Raddoppiarlo»                     | Dearbhla Walsh    | Noah Hawley                                                     | ۴ اکتبر ۲۰۲۰      | XFO04003 | 0.72                       |
| ۳۴      | ۴          | «The Pretend War»                  | Dearbhla Walsh    | Noah Hawley and Stefani Robinson                                | ۱۱ اکتبر ۲۰۲۰     | XFO04004 | 0.76                       |
| ۳۵      | ۵          | «The Birthplace of Civilization»   | Dana Gonzales     | Noah Hawley and Francesca Sloane                                | ۱۸ اکتبر ۲۰۲۰     | XFO04005 | 0.74                       |
| ۳۶      | ۶          | «Camp Elegance»                    | Dana Gonzales     | Noah Hawley and Enzo Mileti & Scott Wilson and Francesca Sloane | ۲۵ اکتبر ۲۰۲۰     | XFO04011 | 0.70                       |
| ۳۷      | ۷          | «Lay Away»                         | Dana Gonzales     | Noah Hawley and Enzo Mileti & Scott Wilson                      | ۱ نوامبر ۲۰۲۰     | XFO04006 | 0.65                       |
| ۳۸      | ۸          | «The Nadir»                        | Sylvain White     | Noah Hawley and Enzo Mileti & Scott Wilson                      | ۸ نوامبر ۲۰۲۰     | XFO04007 | 0.70                       |
| ۳۹      | ۹          | «East/West»                        | Michael Uppendahl | Noah Hawley and Lee Edward Colston II                           | ۱۵ نوامبر ۲۰۲۰    | XFO04008 | 0.82                       |
| ۴۰      | ۱۰         | «Happy»                            | Sylvain White     | Noah Hawley                                                     | ۲۲ نوامبر ۲۰۲۰    | XF004009 | 0.81                       |
| ۴۱      | ۱۱         | «Storia Americana»                 | Dana Gonzales     | Noah Hawley                                                     | ۲۹ نوامبر ۲۰۲۰    | XFO04010 | 0.85                       |

## بازخورد
فصل چهارم به‌طور کلی نقدهای مثبتی از سوی منتقدان دریافت کرده است، اگرچه نسبت به فصل‌های قبلی کمتر مورد تحسین قرار گرفته است. در راتن تومیتوز، این فصل با ۸۲٪ رتبه تأیید منتقدان و میانگین امتیاز ۷٫۲۱ از ۱۰ بر اساس ۵۱ بررسی، "تازه تایید شده" است. اتفاق نظر انتقادی وب سایت این است که "اگرچه فصل چهارم فارگو جاه طلبانه برای حفظ شتاب تلاش می‌کند، اجراهای خوب و تغییر مناظر باعث می‌شود تا یک انحراف جذاب - اگر ناهموار - از هنجار سریال ایجاد شود". در متاکریتیک، بر اساس ۳۳ بررسی، امتیاز ۶۸ از ۱۰۰ را دارد که نشان‌دهنده «بررسی‌های عموماً مطلوب» است.
مت زولر سیتس، که برای پخش کرکس مجله نیویورک می‌نویسد، به این فصل نقد منفی داد. او از فرصت از دست رفته نویسندگان برای پیوند دادن پیش فرض منحصر به فرد فصل مبادله کودکان در میان باندها به موضوع مهاجرت و فرهنگ و همچنین تمایل آنها به آشکار ساختن زیرمتن از طریق تک گویی‌های بیش از حد انتقاد کرد.